# Skrobak

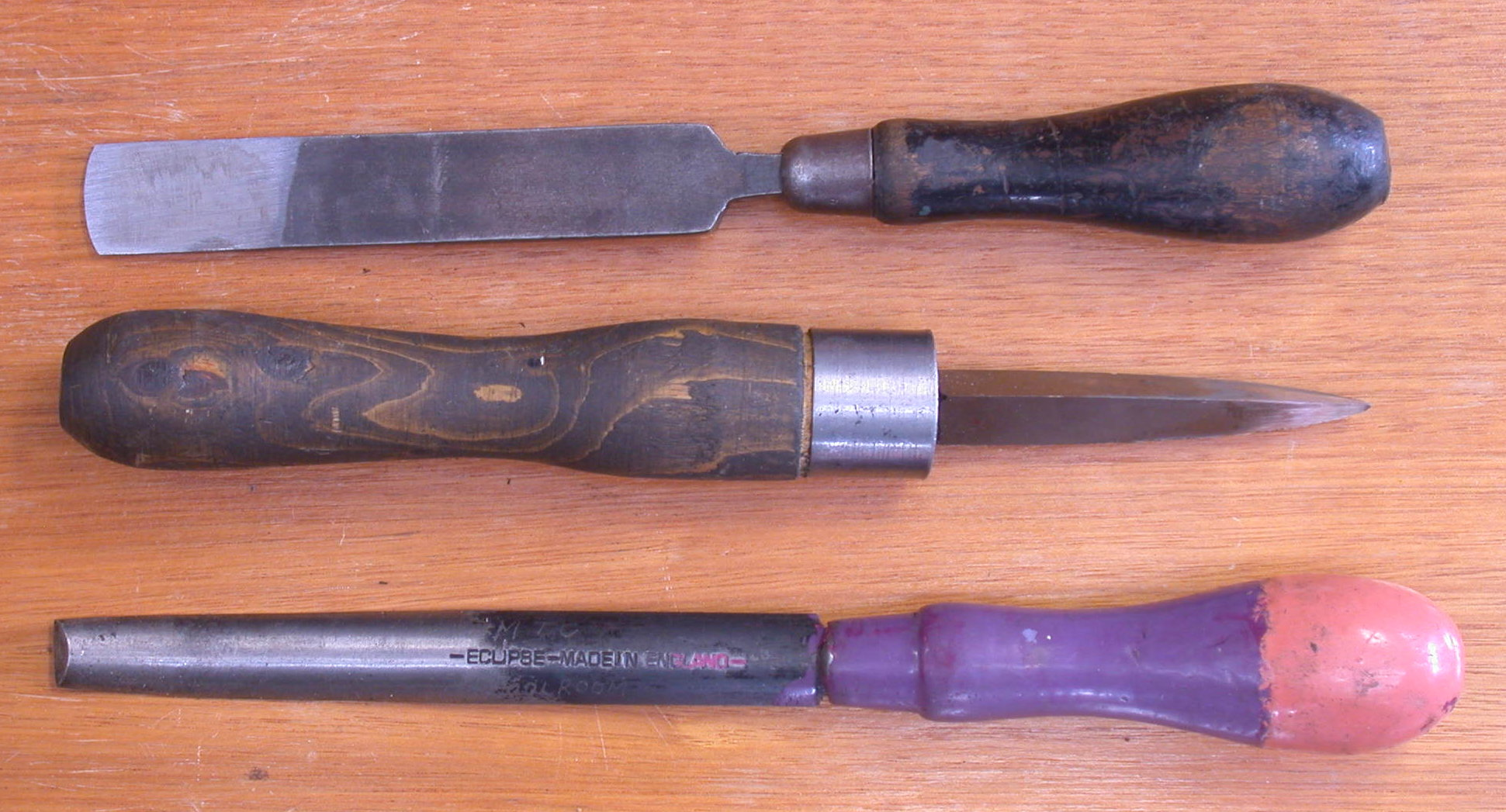
Skrobaki: płaski, trójkątny i półokrągły

Skrobak – ręczne narzędzie ślusarskie służące do skrobania, tj. usuwania nierówności oraz śladów poprzedniej obróbki. Skrobanie umożliwia także dopasowanie do siebie dwóch powierzchni, zwłaszcza współpracujących ślizgowo.
Skrobaki wykonuje się z takich samych materiałów jak pilniki, tj. ze stali węglowej narzędziowej (np. N12) lub stali narzędziowej stopowej (np. NC5),  a następnie hartuje do minimum 60 HRC. Często skrobaki wykonywane są ze starych pilników płaskich lub trójkątnych poprzez zeszlfowanie nacięć.
Skrobaki często należy ostrzyć oraz dogładzać ze względu na szybko tępiącą się powierzchnię roboczą. Skrobak podczas pracy należy trzymać pod kątem 30° w stosunku do obrabianego przedmiotu, natomiast długość posuwu tego narzędzia zależy od dokładności skrobania. Grubość warstwy skrawanej wynosi ok. 0,01 mm.
Rodzaje skrobaków:
- płaski
- trójkątny
- wygięty
- łyżkowy
- uniwersalny